# Guillermo de Corbeil
Guillermo de Corbeil (o en inglés William de Corbeil) (Corbeil, ca. 1070-1136) fue, durante el Medievo, Arzobispo de Canterbury. Se sabe muy poco sobre los primeros años de vida o sobre la familia de Guillermo, excepto que nació en Corbeil, a las afueras de París, y que tenía dos hermanos. Educado como teólogo, enseñó brevemente antes de servir a los obispos de Durham y Londres como secretario y, posteriormente, convertirse en canónigo, un sacerdote que vive una vida en comunidad. Guillermo fue elegido para la sede como un candidato de compromiso en 1123, fue el primer canónigo en convertirse en arzobispo de Inglaterra. Sucedió a Ralph d'Escures, que lo había contratado como capellán.
A lo largo de su arzobispado, Guillermo se vio envuelto en una disputa con Thurstan, arzobispo de York, sobre la primacía de Canterbury. Como solución temporal, el Papa nombró a Guillermo legado papal en Inglaterra, dándole poderes superiores a los de York. Guillermo se ocupó de la moral del clero, y presidió tres (consejos legatario), que entre otras cosas, condenaron la compra de beneficios o sacerdocios, y exhortaron a los sacerdotes a vivir una vida célibe. También fue conocido como constructor, entre sus construcciones esta el torreón  del Castillo de Rochester. Hacia el final de su vida, Guillermo fue fundamental en la selección del conde Esteban de Boulogne como Rey de Inglaterra, a pesar de su jurar, al morir el rey Enrique I, que él apoyaría la sucesión de su hija, la emperatriz Matilde. Aunque algunos cronistas lo consideraba un perjuro y traidor por coronar Esteban, ninguno dudaba de su piedad.
Está enterrado en el transepto norte de la Catedral de Canterbury.